# Schloss Prielau

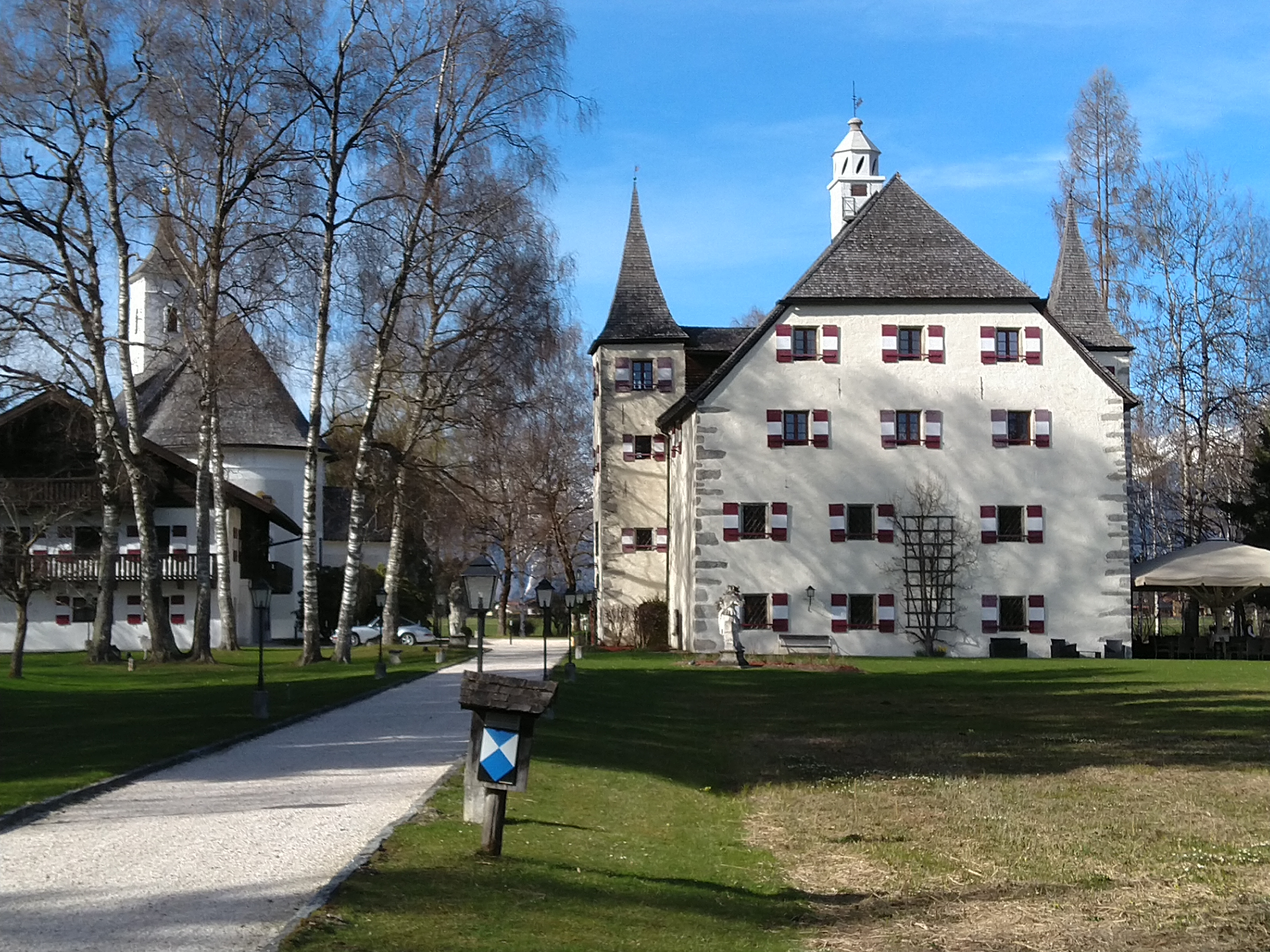
Schloß Prielau; links im Hintergrund das Dreifaltigkeitskirchlein

Schloss Prielau (auch Prilla oder Prüel genannt) ist ein ehemaliges fürstbischöfliches Jagdschloss in der Gemeinde Maishofen im Bezirk Zell am See im Land Salzburg. Das als Hotel genutzte Schloss steht unter Denkmalschutz (Listeneintrag).

## Geschichte
Die erste urkundliche Erwähnung von Schloss Prielau stammt aus dem Jahr 1425, damals wird ein Christian Glaser zu Prielau genannt. 1466 besaß Polykarp von Hunt den Hof. 1560–1565 wurde es von Hans Christoph Perner von Rettenwörth umgebaut und erhielt seine heute noch erhaltene Gestalt. 1577 ist Caspar Panicher zu Wolckersdorff im Besitz und nimmt dieses Präsikat auch in seinen Namen auf. Panicher war damals Urbarprobst in der Fusch und Landrichter in Zell am See. Auf ihn folgt seine Tochter Anna, verheiratet mit Christoph von Hirschau. Das Anwesen ging 1590 in den Besitz von Dietrich Kuen-Belasy Freiherr von Chiemsee über und blieb bis 1722 im Besitz der Kuen-Belasy. Dann erwirbt das Bistum Chiemsee diese Herrschaft. 1803 wurde das Bistum säkularisiert. Der letzte Fürstbischof, der das Schloss nutzte, war Sigmund Christoph von Zeil und Trauchburg. Sein Wappen ist noch am Schlossportal zu sehen. 1811 wurde das Schloss an den Mesner Anton Neumayer versteigert.
1932 kaufte Gertrud (Gerty) von Hofmannsthal, die Witwe Hugo von Hofmannsthals, das Anwesen und begann das Schloss zu restaurieren. Sie lebte dort mit ihrem Sohn Raimund und dessen Ehefrau Elisabeth. Um der Enteignung durch die Nationalsozialisten zu entgehen, wollte sie das Schloss bald nach dem Kauf an ihre Tochter Christiane und deren Mann Heinrich Zimmer, die nach der Ersten Verordnung zum Reichsbürgergesetz nicht als „Volljuden“ galten, verschenken. Christiane hätte das Anwesen dann an Gustav Kapsreiter, der mit der Familie befreundet war, verkaufen können, doch wurde die Schenkung, die zunächst genehmigt worden war, schließlich doch nicht zugelassen und die Familie wurde enteignet. Kapsreiters Versuchen, das Anwesen zu erwerben, war kein Erfolg beschieden, stattdessen konnte der Bildhauer Josef Thorak den Besitz an sich bringen. 1947 wurde Schloss Prielau an die Familie von Hofmannsthal restituiert.

### Seit 1987 Hotel
1987 kaufte die Familie Porsche das Anwesen und gestaltete das Schloss zu einem Hotel mit nur wenigen Gästezimmern und -suiten um. Es verfügt unter anderem über einen Park, eine Rotwildzucht, einen Privatstrand am Nordufer des Sees, einen Golfplatz, eine Helikopterlandemöglichkeit und eine Wellnessabteilung mit Sauna, Dampfbad und Massageangeboten. Auf dem Gelände befindet sich eine barocke Kapelle, in der jährlich 30 bis 40 Ehen geschlossen werden.
Seit Mai 2004 wird das Hotel von Andreas Mayer und seiner Frau Anette Mayer geführt.